# Кэмпбелл-Хьюз, Антония
Анто́ния Кэ́мпбелл-Хьюз (англ. Antonia Campbell-Hughes; род. 7 сентября 1982, Лондондерри, Северная Ирландия, Великобритания) — британская (северно-ирландская) киноактриса англо-ирландского происхождения. Прославилась участием в британском телеситкоме Джека Ди «Свинцовый воздушный шар».
После успеха в сериале Ди Кэмпбелл-Хьюз снималась в различных комедийных шоу на британском телевидении, в том числе у Дженнифер Сондерс и Алекса Маккуина, позднее создав своё собственное шоу «Уэльский колокольчик» (англ. Bluebell Welch) для MTV.

## Биография
Кэмпбелл-Хьюз родилась в североирландском городе в Дерри и жила там до 2 лет. Позднее её родители неоднократно переезжали, так что своё детство Антония провела в США, Швейцарии, Германии и Лондоне.

### Карьера в мире моды
Карьера Кэмпбелл-Хьюз в мире моды началась в подростковом возрасте. Работала моделью для французского модного лейбла Devastee. В декабре 2007 года фотография Кэмпбелл-Хьюз попала на обложку Style, приложения к The Sunday Times. Она имела свой собственный лейбл моды, продавая собственную линию одежды на международном уровне под своим именем, в том числе в магазинах Topshop. Впрочем, Антония перестала работать моделью полный рабочий день ещё в 2005 году, чтобы полностью сосредоточиться на карьере в кино и на ТВ.

### Телекарьера
Кэмпбелл-Хьюз снималась в популярных сериалах британского телевидения, таких как «Безмолвный свидетель», «Несчастный случай», «Чёрная борода» и «Призраки»; «Козёл отпущения» канала Channel 4. Её роли в британских телесериалах—ситкомах Джека Ди «Свинцовый воздушный шар» и Дженнифер Сондерс «Жизнь и времена Вивьен Вайл» получили высокую оценку критика Сэм Уолластона из The Guardian. Прославившись,  Кэмпбелл-Хьюз снялась в комедийном мини-сериале для MTV «Уэльский колокольчик» (англ. Bluebell Welch), сценарий к которому же сама и написала. В апреле 2011 года она появилась в 5-й серии «Льюиса» на ITV.

### Кинокарьера
Кэмпбелл-Хьюз снялась в картине Нила Джордана «Завтрак на Плутоне», романтической драме Джейн Кэмпион «Яркая звезда», психологическом триллере «Другая сторона сна», премьера которого состоялась на Каннах—2011, «Пожиратели лотоса» (премьера на кинофестивале Tribeca 2011 года) и фильм BBC «Когда Харви встретил Боба», хронику подготовки благотворительного концерта Live Aid, посвящённого его 25-летию, а также «3096 дней».

## Фильмография
| Год  | Название                      | Роль                 |
| ---- | ----------------------------- | -------------------- |
| 2005 | «Завтрак на Плутоне»          | Stripper             |
| 2005 | «Несчастный случай»           | Аврил Скиннер        |
| 2006 | «Чёрная борода»               | Луис Арро            |
| 2006 | «Безмолвный свидетель»        | Фенелла Ли           |
| 2007 | Tonight Is Cancelled          | Несмир               |
| 2007 | Damage                        | Лорен Уорд           |
| 2007 | «Жизнь и времена Вивьен Вайл» | Эбигейл              |
| 2007 | «Поднимайся»                  | Карли                |
| 2008 | Delta Forever                 | Миранда              |
| 2009 | 3 Crosses                     | Марина               |
| 2009 | Into the Rose-Garden          | Кэти                 |
| 2009 | «Свободные агенты»            | Люси                 |
| 2009 | Not Safe For Work             | Клэр Кэмпбелл        |
| 2009 | Hammerhead                    | Лила                 |
| 2009 | Bluebell Welch                | Уэльский колокольчик |
| 2009 | «Яркая звезда»                | Эбигейл              |
| 2009 | «Призраки»                    | Нина Гевитски        |
| 2010 | Lotus Eaters                  | Элис                 |
| 2010 | «Материальные девочки»        | Плам                 |
| 2010 | Five Day Shelter              | Паула                |
| 2010 | Silent Things                 | Шарлотта             |
| 2010 | «Когда Харви встретил Боба»   | Марша Хант           |
| 2011 | Hello Carter                  | Девочка в лифте      |
| 2011 | «Задание»                     | Энджел               |
| 2011 | «Льюис»                       | Хлоя Брукс           |
| 2011 | The Other Side of Sleep       | Арлин Келли          |
| 2011 | «Свинцовый воздушный шар»     | Сэм                  |
| 2011 | Таинственный Альберт Ноббс    | Эмми                 |
| 2011 | Submission                    | Unlikely Winner      |
| 2012 | «Склад 24»                    | Шелли                |
| 2012 | First Row Orchestra           |                      |
| 2012 | «Келли + Виктор»              | Келли                |
| 2013 | «3096 дней»                   | Кампуш, Наташа       |
| 2014 | «Канал»                       | Клэр                 |
| 2015 | «Ковбои»                      | Эмма                 |

## Номинации и награды
- 2012 — Shooting Stars Award (62-й Берлинский кинофестиваль)[7]